# Râul Mouca
Râul Mouca (sau Râul Moca) este un curs de apă, afluent al râului Salcia. 